# Eugène Rutagarama
Eugène Rutagarama là nhà bảo vệ môi trường người Rwanda.
Ông đã được trao tặng Giải Môi trường Goldman năm 2001, cho các nỗ lực cứu vãn nhóm khỉ đột núi (mountain gorilla) ở Vườn quốc gia núi lửa trong dãy núi Virunga (Tây Phi) trong thời kỳ chiến tranh và trong cuộc xung đột mới đây ở Cộng hòa Dân chủ Congo.